# 유나이티드문화재단
유나이티드문화재단(United Foundation)은 대한민국의 얼과 문화를 세계에 알기고 각국의 문화를 한국에 소개하기 위해 설립된 문화재단이다. 유나이티드문화재단 강덕영 이사장이 2008년 11월에 창립총회를 열고 이사장으로 취임하였다. 음악, 미술, 전시, 신학 및 인문학 강연 등으로 세계와 소통하는 창이 되고, 수준 높은 예술 문화를 보급하며 좋은 나라를 만드는 데 기여하는 것이 설립 목적이다. 유나이티드 히스토리 캠퍼스는 자연 속에서 우리 문화와 역사를 연구하고 다양한 전시회 및 공연이 열리는 복합문화공간으로 한국유나이티드제약 창립 30주년을 기념해 완공됐다. 기독교박물관이있으며 야외음악당 및 도서관을 구비하고 있다. 한국개혁주의연구소와 협력하여 한국의 교회사 관련 연구와 출판을 후원하고 있다. 스크랜턴 상을 수여하고 있다.

## 활동사역
스크랜턴 상은 이 땅에 온 최초의 외국인 여성 선교사이자 이화학당 설립자인 메리 스크랜턴(1832~1909)과 그의 아들 윌리엄 스크랜턴(1856~1922)의 선교 정신을 따라 헌신하고 있는 이대 의대 졸업 동문을 발굴, 격려하기 위해 제정됐다.
- 음악사업
- 미술사업
- 한국교회사 연구및 출판 사업

### 경기도 광주 히스토리캠퍼스(근대선교역사박물관, 성경박물관, 노아의 방주, 솔로몬성전)
경기도 광주 곤지암 궁평리 1만5000여평 부지에 들어선 히스토리캠퍼스(He’story Campus)는 기독교인은 물론 일반인들에게 하나님의 창조역사와 성경의 무오성, 한국 근대 역사에 기독교가 얼마나 큰 공헌을 했는지를 보여주는 대규모 시설이다. 먼저 선교박물관은 한국 근대화의 초석을 마련한 선교사들과 기독교인들의 생생한 역사를 통해 기독교가 우리 한국근대사에 어떤 역할을 했는지 특수영상과 다양한 자료를 보고 깨달을 수 있도록 보여주고 있다. 아울러 400석의 실내공연장과 1500석의 야외공연장, 500㎡(151평)의 박물관 내부 외에도 성경66권 주제를 담은 성경박물관도 있어 성경내용을 압축해 소개하고 있다. 또 노아의 방주와 솔로몬성전도 건립돼 하나님의 창조역사와 성경의 무오성을 증명해 주고 있다. 야외산책로도 있는 히스토리캠퍼스는 많은 이들에게 공연과 전시는 물론 기독교를 폭넓게 이해하는 명소가 되고 있다. 유나이티드 문화재단 강덕영 이사장은 연매출 4000여억 원에 가까운 한국유나이티드제약을 이끌면서 이 문화재단을 통해 다양한 사회봉사와 문화사업, 선교를 펼치고 있다.

### 히스토리캠퍼스란?
‘인류의 역사’가 결국 하나님의 이야기’인 것이라 믿고 그분의 이야기 장소(He’story Campus)를 만들어 보려 한 것이다. 이곳을 찾는 모든 분이 한국 기독교의 바른 역사 정립과 함께 성경 전체를 한눈에 조망해 봄으로써 믿음의 정체성 회복에 도움이 되었으면 하는 취지다. 이곳 부지 마련과 박물관 건립 등 모든 과정에 여러 재능기부와 유물기증이 있어서 건립할 수 있었다.

### 히스토리캠퍼스 내부 구성은
“5만여㎡(1만5000평)에 역사박물관과 성경박물관, 갤러리, 실내공연장, 야외공연장, 산책로, 숙소, 도서관, 연구실, 강의실, 카페, 휴게실 등이 들어서 있다. 일부는 아직 내부 인테리어가 진행 중이고 여기에 솔로몬 성전과 노아의 방주를 재현한 공간과 숙소, 야외공원이 더 들어설 예정이다. 오신 분들이 하루나 이틀 이곳에서 기독교인의 정체성을 회복하고 쉼을 통해 신앙 재충전이 이뤄질 수 있도록 신경을 써서 설계했다.

### 한국기독교 역사박물관은?
조선이 외세에 신음하며 질병과 가난으로 고통받을 때 교육과 의료, 문화 등 새 문물을 도입하고 기독교 복음을 전파함으로써 한국이 긴 잠에서 깨어나도록 도운 이들이 바로 서양 선교사들이다. 오직 성령의 감동으로 목숨을 걸고 한국을 찾아준 그 고마움을 역사적 기록으로 꼭 남기고 싶었다. 조선의 암담했던 현실과 선교사들이 한국에서 학교를 세우고 병자를 고치며 사회운동, 여성 평등, 한글 보급에 앞장선 내용을 잘 기록했다. 특히 이런 선교사들의 노고를 발판으로 시련을 이겨낸 한국이 ‘한강의 기적’을 만들어내며 세계에서 두 번째로 많은 선교사를 파송하는 나라가 됐음을 보여주고 있다.

### 성경박물관은?
성경박물관은 인간과 만물이 지어진 천지창조부터 앞으로 있을 세상의 종말까지를 다룬 것이다. 성경 66권에 수록된 기독교 역사와 사건을 자료와 삽화, 유물을 통해 한눈에 보고 이해할 수 있도록 전시했다. 구약관 신약관으로 나뉘어져 연대별, 사건별, 인물별로 성경 전체를 일목요연하면서도 쉽게 이해하도록 구성했다. 성경의 놀라운 역사 속으로 천천히 들어가 이곳에 새겨진 하나님의 뜻과 섭리를 되새기고 이를 통해 우리에게 주시는 말씀이 무엇인지 깊이 묵상할 수 있는 공간이 되면 좋겠다. 특히 성서고고학회 회장 원용국 박사님께서 50여년간 모으신 성서유물 1000여점을 기증해 주셔서 전시에 큰 도움이 됐다.

### 히스토리캠퍼스를 통한 비전
히스토리캠퍼스는 선교사들의 헌신과 열정을 기록한 역사박물관과 성경 66권을 쉽게 이해하도록 만든 성경박물관이 핵심이다. 아울러 기독교 관련 공연과 전시, 기독교를 폭넓게 이해하는 명소가 되도록 관련 전문가들이 최선을 다해 건축한 은혜로운 공간이다. 이곳에 하루나 1박 2일 프로그램을 잘 짜서 신앙인의 정체성 회복과 바른 역사관 정립, 성경 이해를 돕는 명소가 되도록 계속 발전시켜 나가고자 한다.

## 사진들

유나티드문화재 사진들
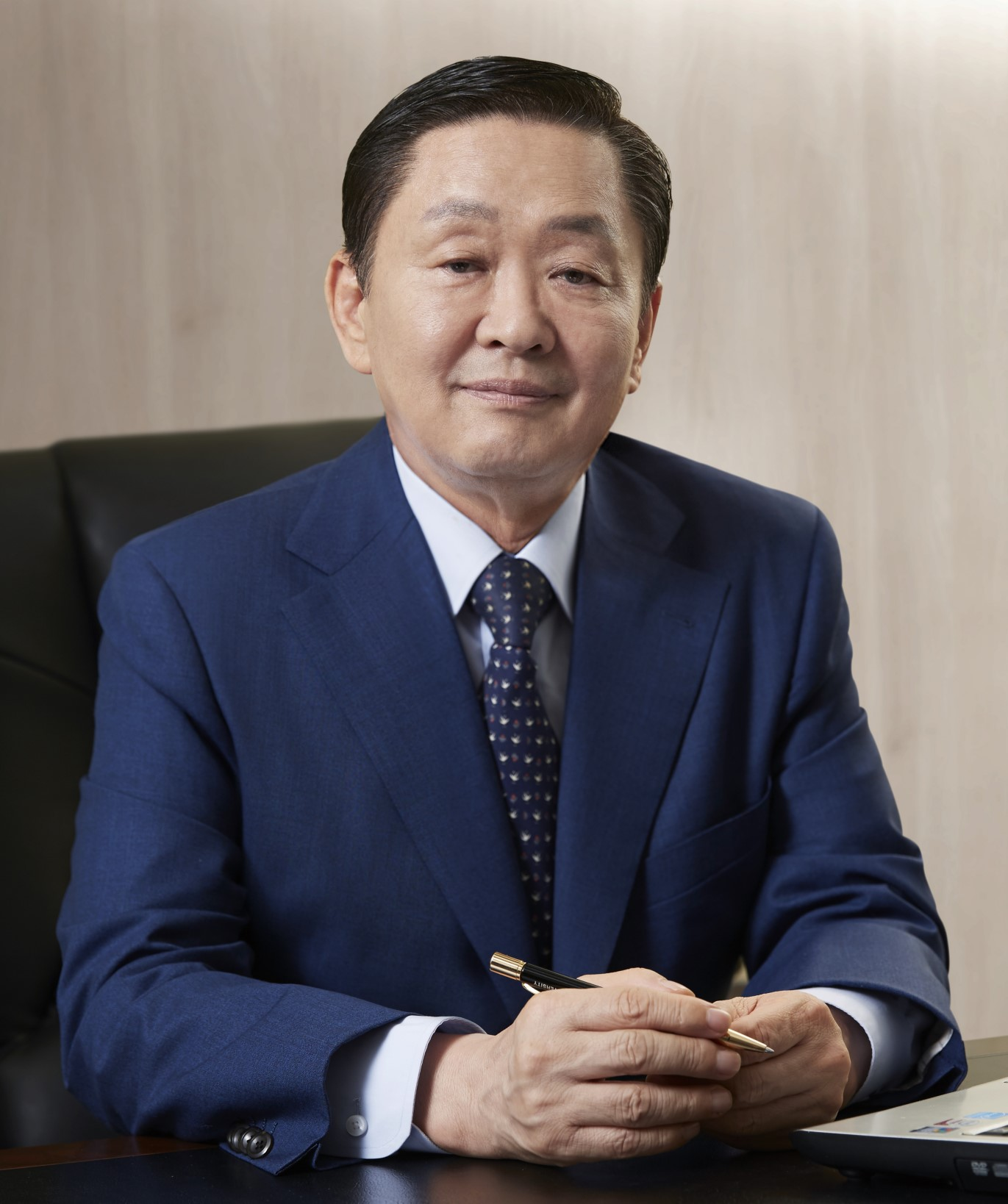
유나이티드문화재단 설립자 강덕영 이사장
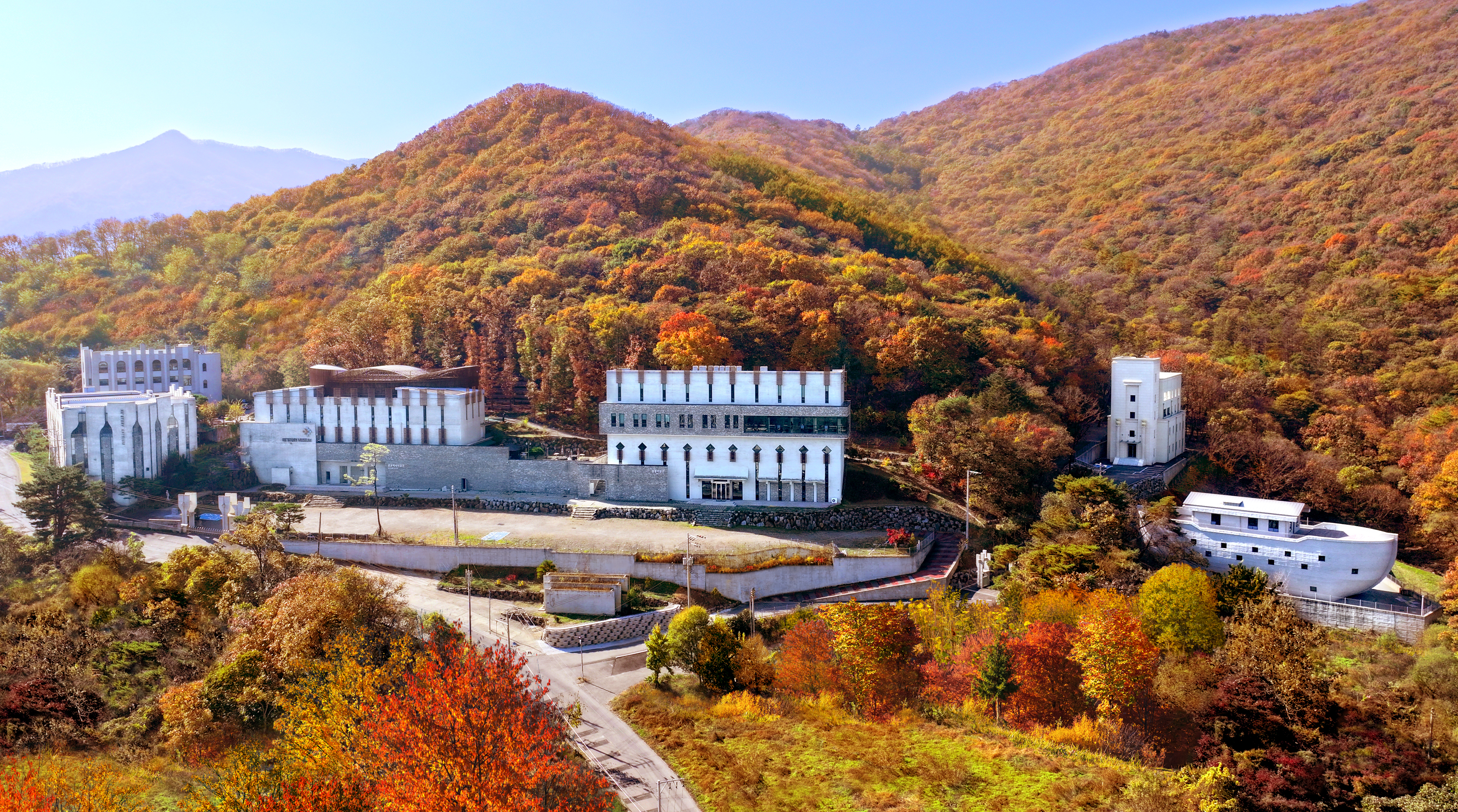
경기도 광주 히스토리캠퍼스 전경
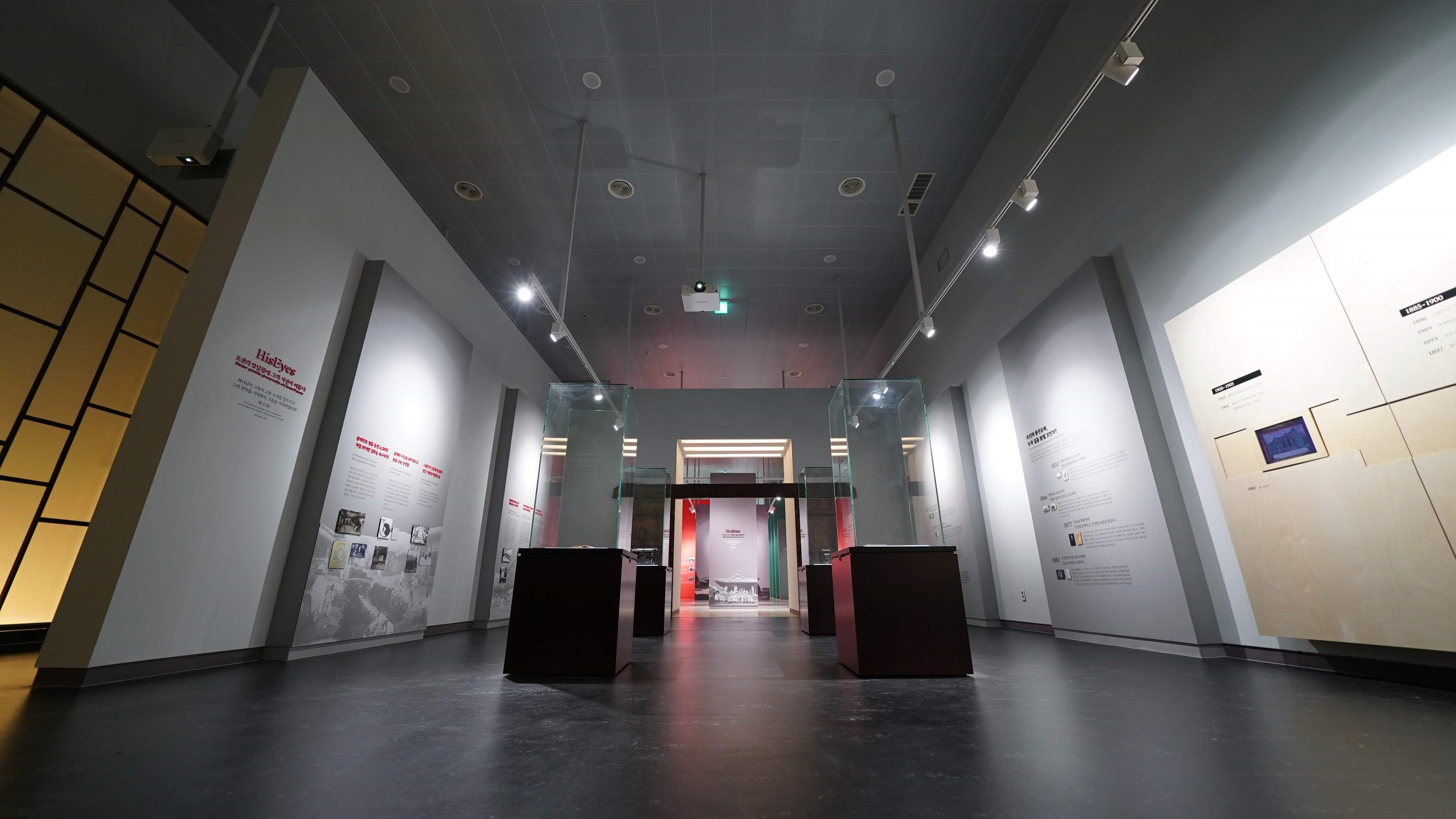
역사박물관 내부
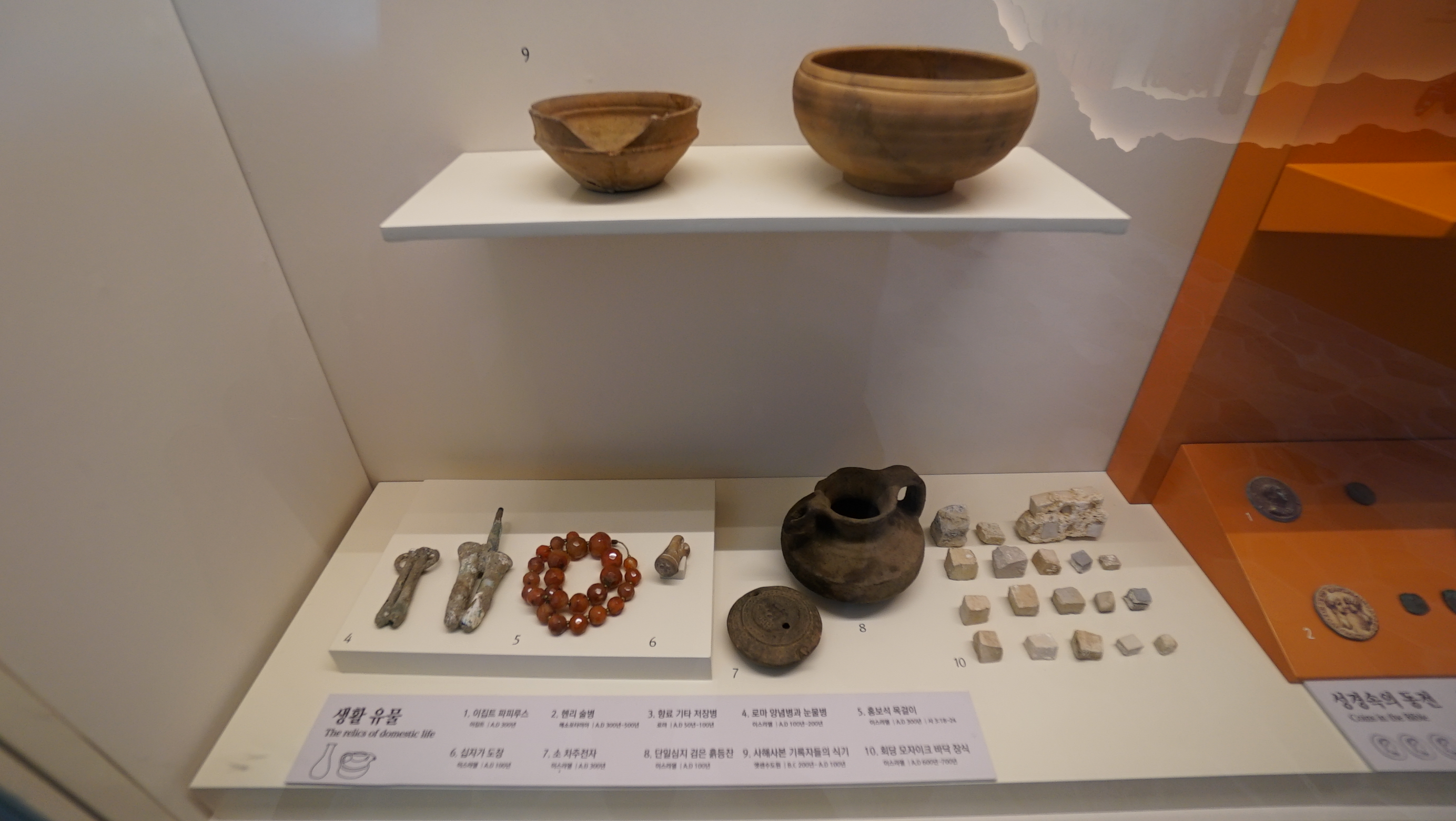
성경박물관
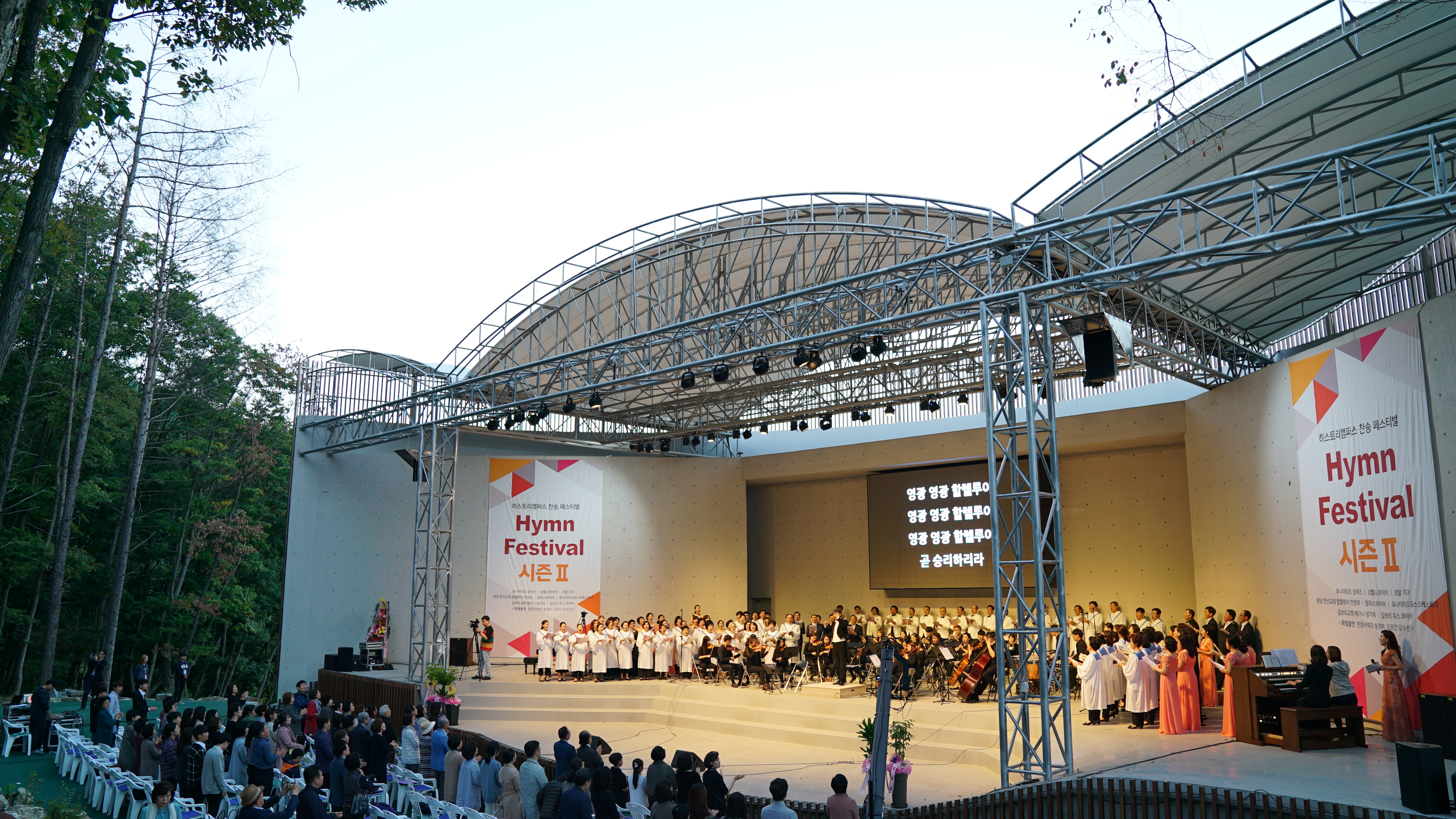
야외음악당 공연
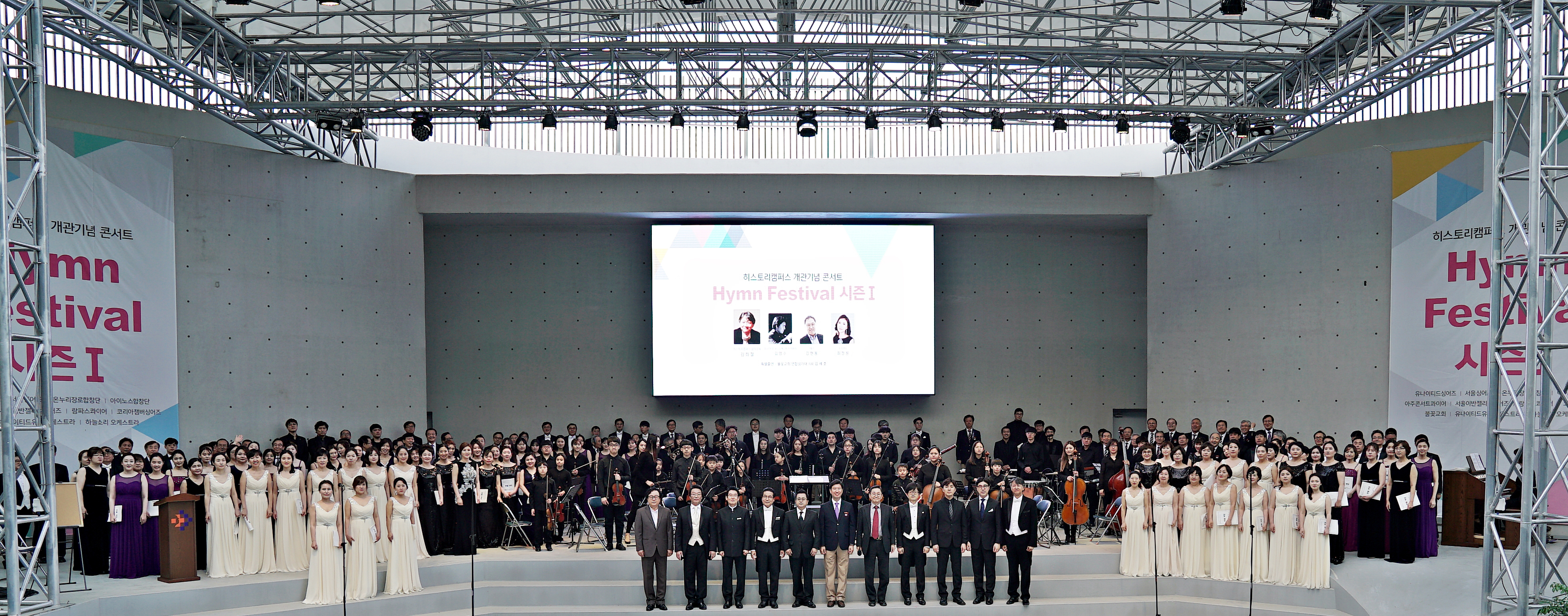
히스토리캠퍼스 개관기념콘서트
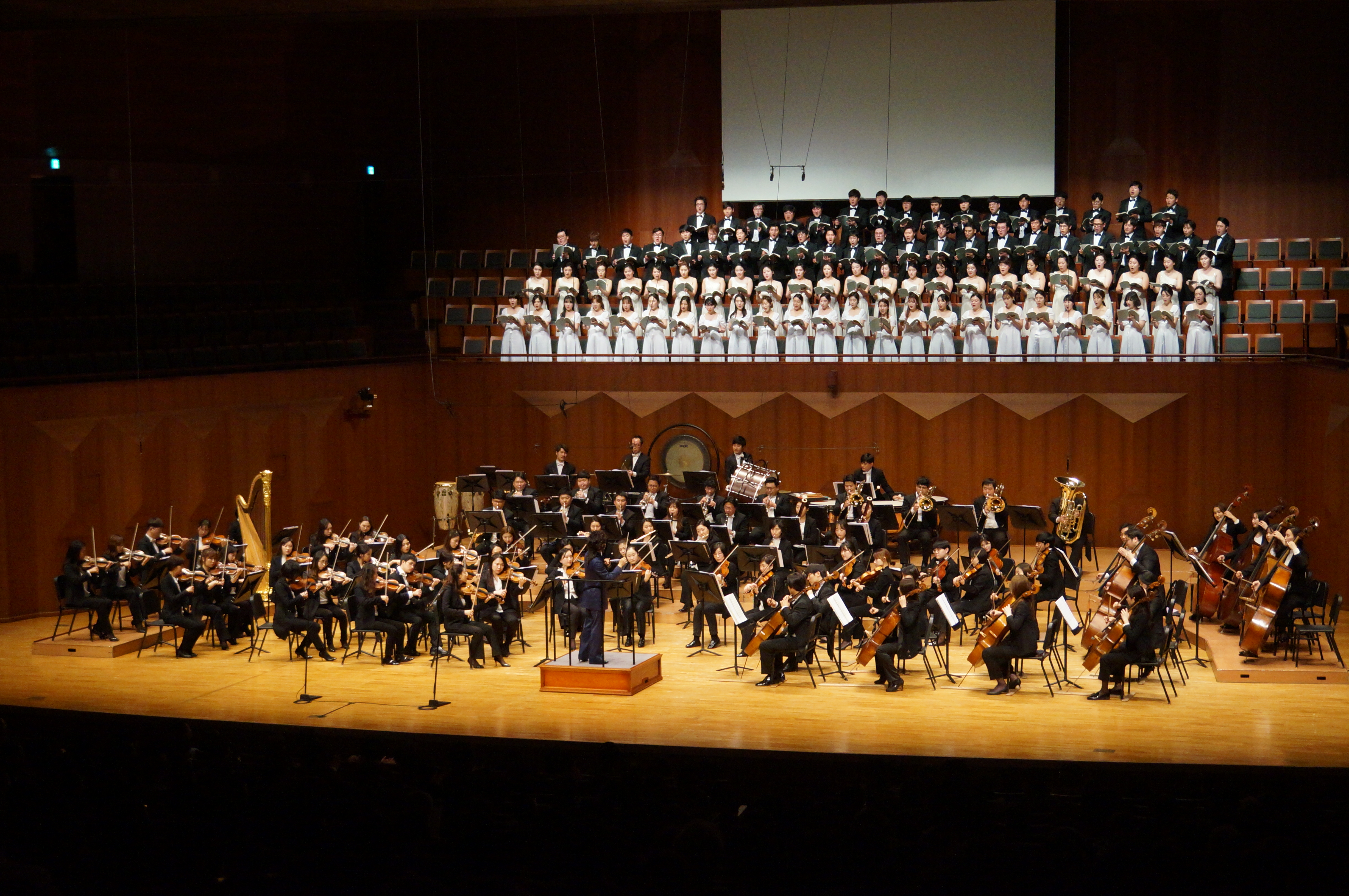
유나이티드 필하모니오케스트라
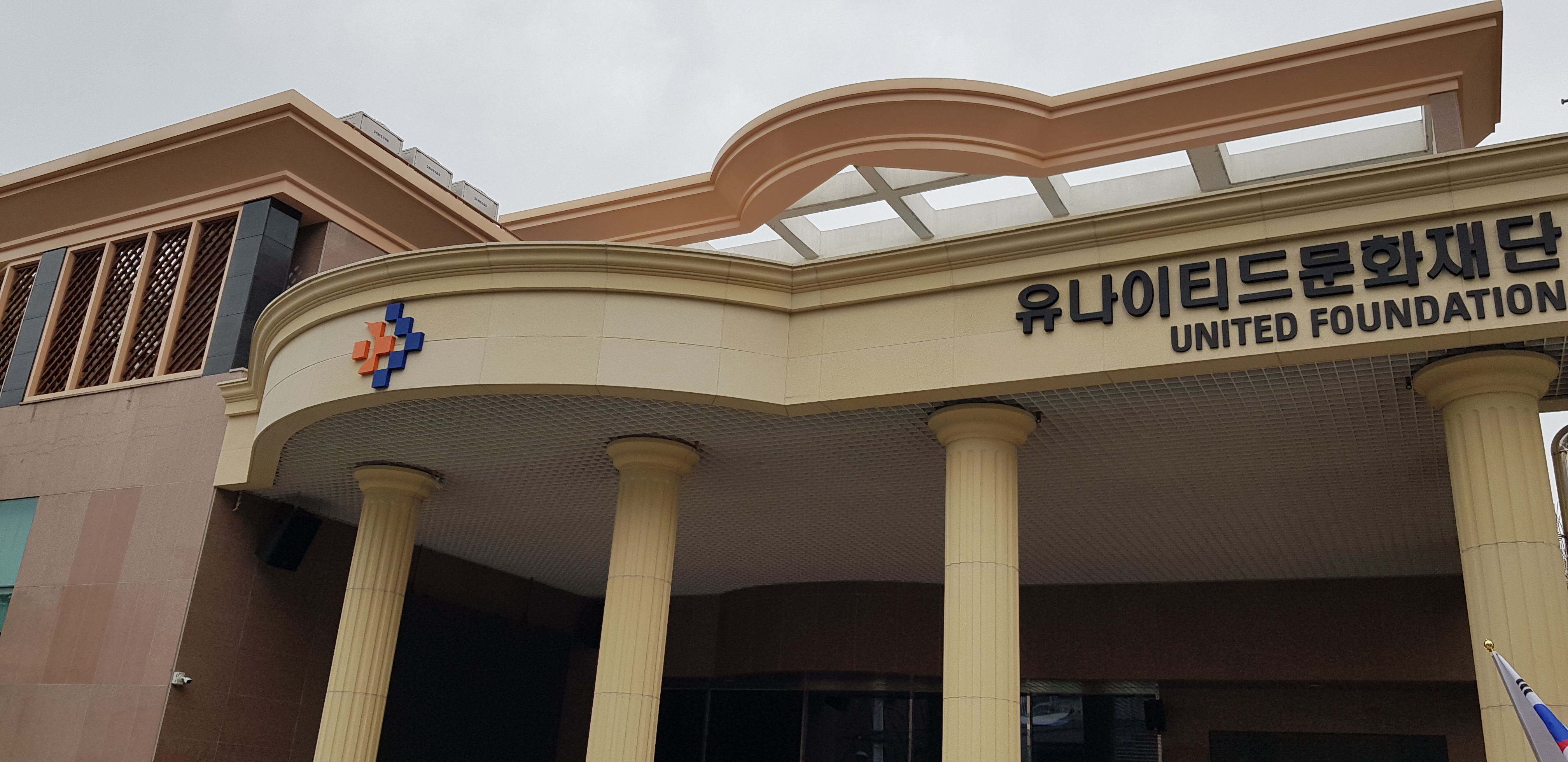
유나이티드문화재단 서울 강남
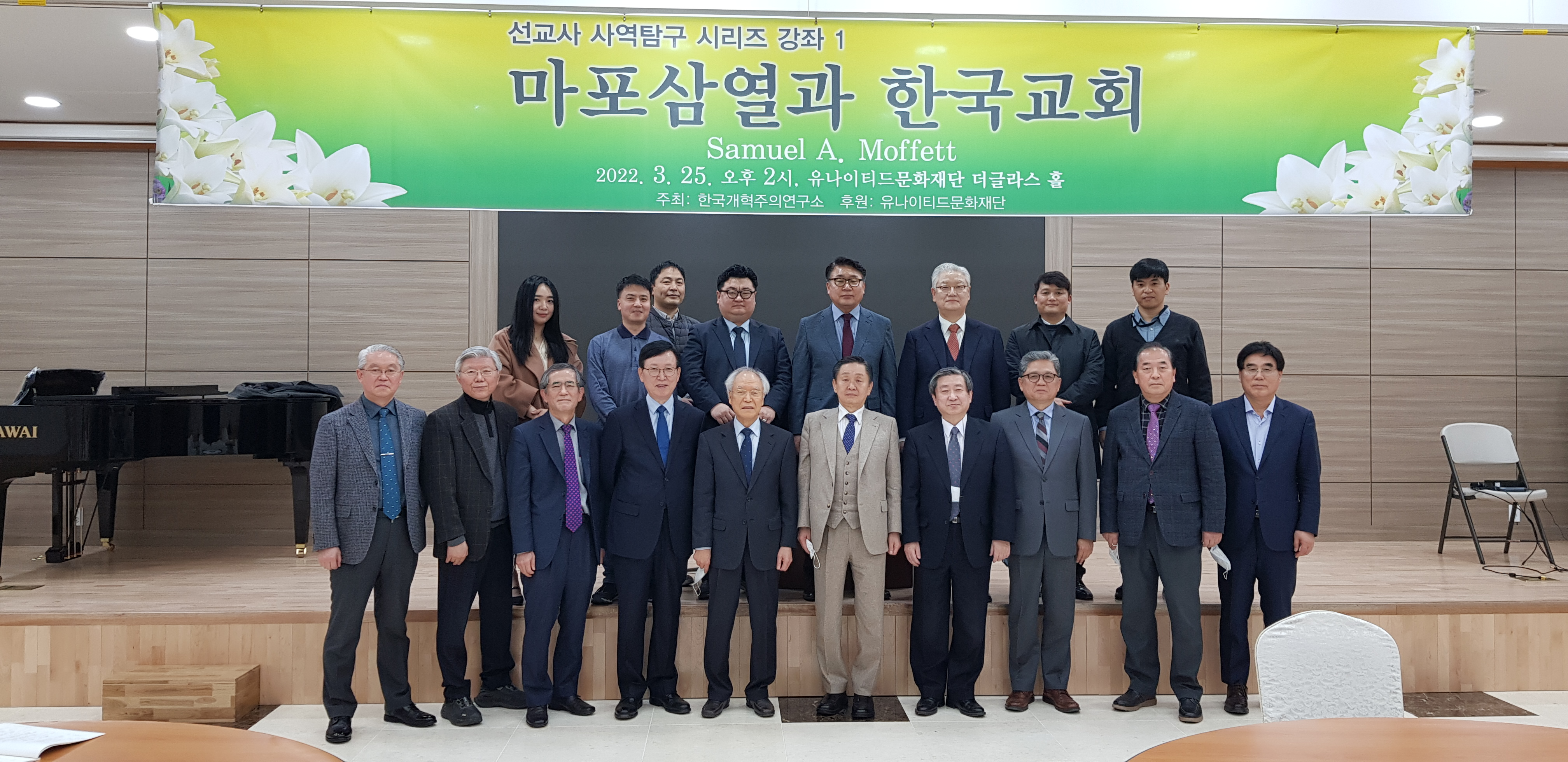
중앙에 강덕영 이사장, 한국개혁주의연구소 서울 유나이티드문화재단  2022년 3월 25일
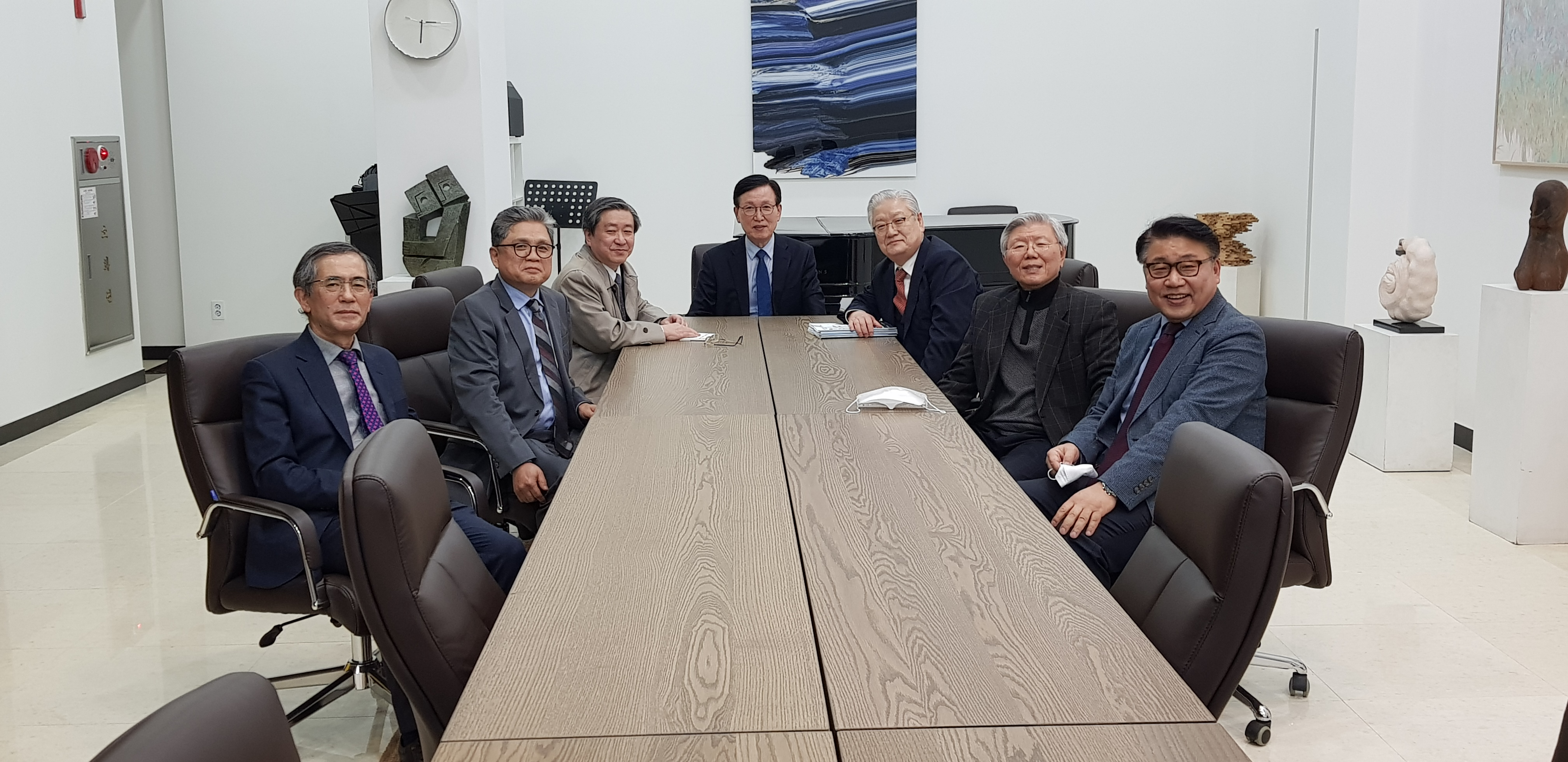
한국개혁주의연구소 위원들, 좌측에서 현창학, 박응규, 이승구, 오덕교(소장), 정효제, 안명준, 김무정 이사. 유나이티드문화재단 서울 강남

## 같이 보기
- 강덕영
- 한국유나이티드제약
- 한국개혁주의연구소